# Emmer Courant
De Emmer Courant was een dagblad dat tussen 1905 en 1992 verscheen in het zuidoosten van de provincie Drenthe.

## Voorgeschiedenis
In 1891 wordt de basis voor de krant gelegd met het verschijnen van het weekblad Nieuws- en Advertentieblad voor het Oosterkwartier van Drenthe. In 1905 verschijnt dit weekblad voor het eerst onder de naam Emmer Courant en wordt de frequentie opgevoerd naar twee keer per week. In de Tweede Wereldoorlog wordt de uitgave gestaakt. Na de oorlog groeide de krant uit tot dagblad en werd het belangrijkste nieuwsmedium voor de regio. In 1964 vindt een fusie met de Drentse en Asser Courant plaats en wordt de Drents-Groningse Pers eigenaar van de krant. In 1975 wordt de Drents-Groningse Pers overgenomen door krantenconcern Wegener.
In 1992 verschijnt de Emmer Courant voor het laatst en gaat deze op in de combinatie Drentse Courant/Groninger Dagblad. De Drentse Courant zou tot 2002 bestaan en maakt sindsdien onderdeel uit van het Dagblad van het Noorden.
In december 2018 worden plannen bekendgemaakt om de naam opnieuw in te voeren, dan als huis-aan-huisblad. De Emmer Courant wordt een twee keer per week verschijnende samenvoeging van Emmer Weekblad/ZuidOosthoeker en Emmen.nu. Beide titels zijn dan al onderdeel van NDC Mediagroep.  